# 김태훈 (음악 평론가)
김태훈(1969년 7월 6일 ~ )은 대한민국의 팝 칼럼니스트이다.

## 출신학교
- 중앙대학교 불어불문학 학사

## 방송
- 2004년 iTV iFM 《김태훈의 음악이 있는 아침》
- 2006년 ~ 2007년 SBS 러브FM 《잠 못드는 밤, 김태훈입니다》
- 2008년 MBC 《섹션TV 연예통신》
- 2008년 스토리온 《이 사람을 고발합니다 시즌2》
- 2008년 KBS2 《해피선데이 - 2008 스쿨림픽》 - MC
- 2008년 tvN 《이색뉴스쇼 SMASH》 - MC
- 2009년 MBC 《마이클 잭슨 추모 특집 - 팝의 황제, 전설로 잠들다》 나레이션
- 2009년 SBS E!TV 《E!NEWS KOREA》 공동 MC
- 2009년 SBS 《강심장》 초대 손님
- 2010년 SBS 《강심장》 초대 손님
- 2010년 MBC 에브리원 《하쿠나 마타타》 공동 MC
- 2010년 스토리온 《이 사람을 고발합니다 시즌3》
- 2010년 SBS 《스타 부부쇼 자기야》 고정 패널
- 2011년 손바닥TV 《This Man Life!》 MC
- 2012년 ~ 2014년 MBC FM4U 《K의 즐거운 사생활》 DJ
- 2013년 SBS 《접속! 무비월드 - 영화는 수다다》
- 2013년 SBS 《금요일엔 수다다》
- 2013년 OCN 《무비토크》
- 2015년 OtvN 《어쩌다 어른》 2015년 10월 1일
- 2016년 SBS 《세기의 대결 알파고 대 이세돌》
- 2016년 채널A 《아내가 뿔났다》(특별출연)
- 2016년 MBC EVERY1 《인간탐구 스토리 와일드 썰》
- 2016년 KBS Drama 《주간TV》
- 2017년 MBC 《마이 리틀 텔레비전》
- 2017년 KBS1 《서가식당》
- 2017년 MBN 《황금알2》
- 2017년 스카이 드라마 《여행가.방》
- 2019년 4월 27일 ~ 2023년 12월 31일 KBS 제1라디오, KBS 한민족방송 《김태훈의 시대음감》
- 2020년 8월 31일 ~ 2023년 12월 31일 KBS 해피FM 《김태훈의 프리웨이》
- 2025년 4월 19일 ~ 현재 MBN 《속풀이쇼 동치미》

## 수상
- 2005년 한국방송프로듀서상 라디오 부문 최우수 실험상

## 발자취
- 워너뮤직 코리아
- 월드 팝스
- 유니버설뮤직 코리아
- EMI뮤직 코리아

## 저서
- 2005년 《내일도 나를 사랑할 건가요?》(시공사)
- 2010년 《김태훈의 랜덤 워크》(링거스그룹)
- 2012년 《김태훈의 러브 토크》(링거스그룹)
- 2014년 《김태훈의 편견》(예담)

## 집필 활동
- 조선일보 / 김태훈의 러브 토크
- 경향신문 / 판
- 무비위크 / 뮤직 앤 무비 칼럼
- 앙앙 / 좀 놀아본 오빠의 연애칼럼

## 논란
2015년 여성지 그라치아에 이슬람 극단주의 무장단체 IS보다 페미니즘이 무섭다는 칼럼으로 논란이 되었다.